# Замок Канде
Замок Канде (фр. Château de Candé) — замок во Франции, департамент Эндр и Луара.

## История
С начала XIV века здесь располагалась крепость сеньоров Канде. В начале XVI века по заказу Франсуа Бризонне, мэра города Тур, архитектор Денье дю Рой на месте старой крепости Канде начал строительство особняка в стиле Людовика XII (Возрождение). На завершающем этапе работы финансировала Жанна, дочь Бризонне, поскольку тот умер в 1504 году. Возведение замка-поместья завершено в 1508 году, длительное время сооружение в таком виде и оставалась.
Только после того, как 24 июня 1853 года Сантьяго Дрейк дель Кастильо, наследник богатых англо-кубинских плантаторов, приобрёл замок, архитектор Жак-Айме Мефрер внес изменения: добавлено северное крыло в стиле готического возрождения, чем втрое увеличены жилые помещения.
В 1927 году Джон Дрейк дель Кастильо, праправнук Сантьяго Дрейка дель Кастильо, продал замок Канде франко-американскому промышленнику Франку Бедо. По поручению последнего проведены технические работы по переоборудованию снабжения, электрификации, внутреннего осовременивание для улучшения эстетики и комфорта, в частности установлено централизованное отопление. Также установлена собственная телефонная станция с коммутатором.
В 1937 году в этом замке состоялось бракосочетание герцога Эдуарда Виндзорского (бывшего короля Великобритании) и Уоллис Симпсон. В 1939 году часть замка арендовало Посольство США во Франции для проведения дипломатических встреч.
После смерти Ферна Бедо в 1972 году государство получило замок Канде в наследство. В 1974 году его передали в управление Генеральному совету Индре-и-Луар. Сейчас открыт для посещений с января по сентябрь. С 2005 года здесь проводится музыкальный фестиваль «Земля звука» (фр. "Terres du Son").

## Расположение
Замок Канде возведён в 25 километрах от Тура. Рядом протекают небольшие реки, впадающие в Эндр.

## Описание
По описанию 1745 года, замок Канде состоял из упрочненных зданий, корпусов, рвов и канав, подъёмных мостов, дорожек наподобие бульварных, дома слуг, сараев, садов орхидей, фруктовых садов, пашен, виноградников. По соседству — высокие леса и кустарники, где водилась дичь.
Каждая из восьми спален имеет стиль оформления в стиле ар-деко, поставляемый с горячей водой «по желанию», ванну оборудованную американской системой, полотенцесушитель и туалет.
Существует поле для гольфа с 18 лунками. В замке есть библиотека, тренажерный зал, солярий и орган работы Эрнеста Мартина Скиннера. На сегодняшний день это один из 12 существующих в мире инструментов, из которых только 3 находятся в рабочем состоянии. Уникальный орган признан историческим памятником.